# Vaucourtois
Vaucourtois ist eine französische Gemeinde mit 281 Einwohnern (Stand: 1. Januar 2022) im Département Seine-et-Marne in der Region Île-de-France. Sie gehört zum Arrondissement Meaux und zum Kanton Serris (bis 2015: Kanton Crécy-la-Chapelle). Die Einwohner werden Vaucourtoisiens genannt.

## Geographie
Vaucourtois liegt etwa 44 Kilometer östlich von Paris. Umgeben wird Vaucourtois von den Nachbargemeinden Boutigny im Norden und Nordwesten, Villemareuil im Nordosten, La Haute-Maison im Osten und Südosten, Sancy im Süden sowie Coulommes im Westen und Südwesten.
Am nordwestlichen Rand der Gemeinde führt die Autoroute A4 entlang.

## Bevölkerungsentwicklung
| Jahr                      | 1962 | 1968 | 1975 | 1982 | 1990 | 1999 | 2006 | 2013 |
| Einwohner                 | 101  | 102  | 100  | 153  | 193  | 202  | 209  | 221  |
| Quelle: Cassini und INSEE |      |      |      |      |      |      |      |      |

## Sehenswürdigkeiten
- Kirche Saint-Quirin aus dem 19. Jahrhundert

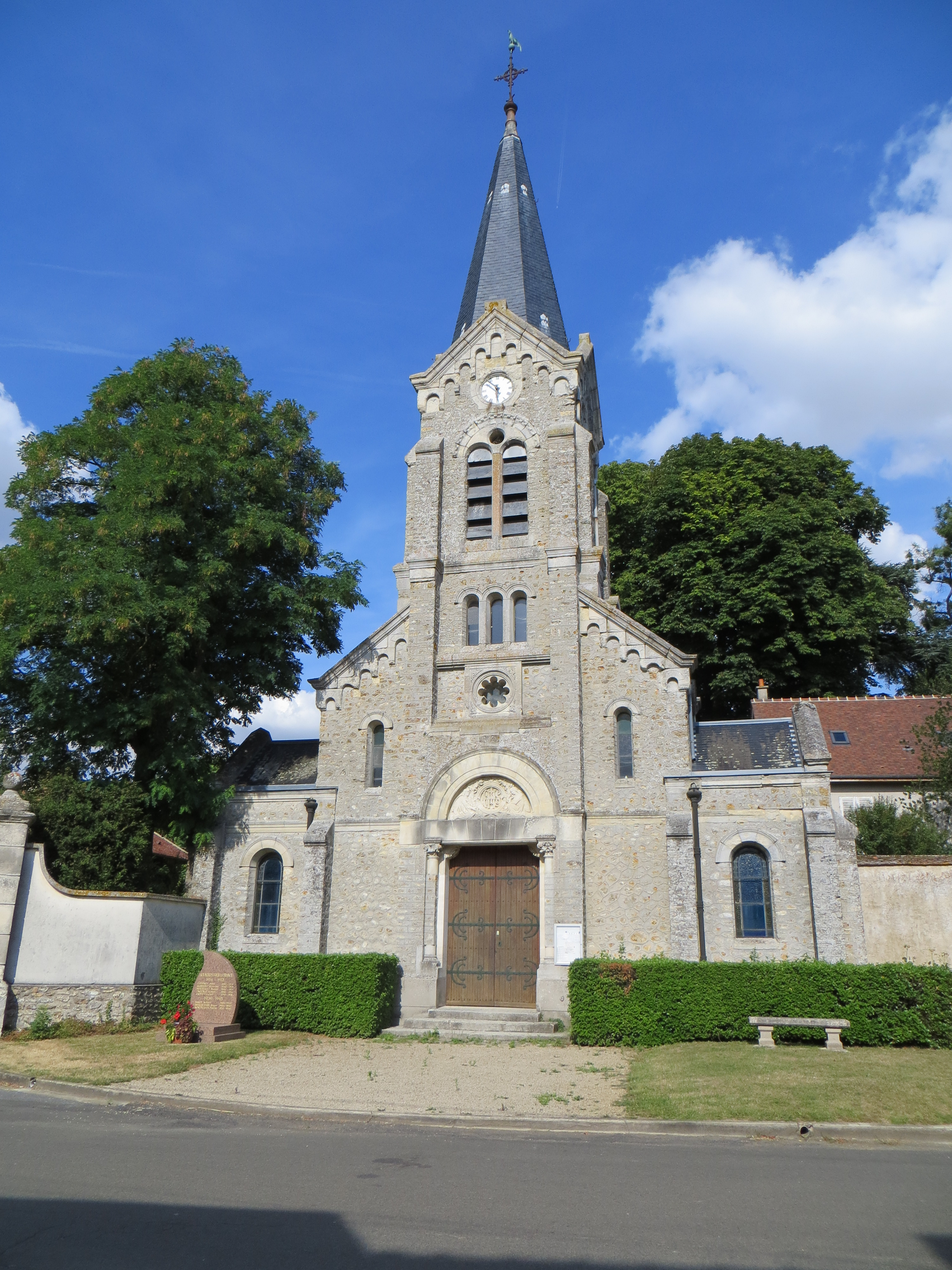
Kirche Saint-Quirin

- Schloss Vaucourtois